# (35054) 1983 WK
(35054) 1983 WK est un astéroïde de la ceinture principale de 6,783 km de diamètre découvert en 1983.

## Description
(35054) 1983 WK a été découvert le 28 novembre 1983 à la Station Anderson Mesa, un des deux sites d'observation de l'observatoire Lowell en Arizona (États-Unis), par Edward L. G. Bowell.

### Caractéristiques orbitales
L'orbite de cet astéroïde est caractérisée par un demi-grand axe de 2,69 ua, un périhélie de 1,92 ua, une excentricité de 0,29 et une inclinaison de 13,44° par rapport à l'écliptique. Du fait de ces caractéristiques, à savoir un demi-grand axe compris entre 2 et 3,2 ua et un périhélie supérieur à 1,666 ua, il est classé, selon la JPL Small-Body Database, comme objet de la ceinture principale.

### Caractéristiques physiques
(35054) 1983 WK a une magnitude absolue (H) de 14,1 et un albédo estimé à 0,078, ce qui permet de calculer un diamètre de 6,783 km.Ces résultats ont été obtenus grâce aux observations du Wide-field Infrared Survey Explorer (WISE), un télescope spatial américain mis en orbite en 2009 et observant l'ensemble du ciel dans l'infrarouge, et publiés en 2015 dans un article présentant les résultats concernant 7 956 astéroïdes.